# Вороги жінок (фільм)
Вороги жінок (англ. Enemies of Women) — американський німий романтичний драматичний фільм 1923 року, режисера Алана Кросленда, в якому знімались Лайонел Беррімор, Альма Рубенс, Гладіс Хюлетт, Педро де Кордова та Пол Панцер. Фільм був створений Вільямом Рендольфом Герстом на судії Cosmopolitan Productions. Відомі у майбутньому актриси Клара Боу і Маргарет Дюмон зіграли у фільмі маленькі ролі. Фільм заснований на романі однойменної назви Вісенте Бласко Ібаньеса.

## У ролях
- Лайонел Беррімор — принц Майкл Любімов
- Альма Рубенс